# Де Оливейра Мораис, Давидсон
Да́видсон де Оливе́йра Мора́ис (порт.-браз. Davidson de Oliveira Morais; род. 18 июля 1981, Белу-Оризонти, Бразилия) — бразильский футболист, полузащитник.

## Биография
Родился в Белу-Оризонти, но, поскольку его родители из Сан-Паулу, семья вскоре переехала туда. В Сан-Паулу прожил 15 лет, когда ему было 9 лет, начал заниматься футболом. Начал играть в юношеском футзальном клубе «Таубате». Когда Давидсону было 17 лет, известный в Бразилии тренер Эдуардо Амориньо позвал его в Грецию, в «Мессиниакос». Но на некоторое время пришлось вернуться в Бразилию, потому что из-за юного возраста ещё не мог заключить профессиональный контракт и соответственно получить визу. Вернувшись, играл в клубе, чей президент возглавлял одновременно греческую «Аполлон 1926». Он забирал в Европу тех, кто хорошо проявляет себя в Бразилии. Так он снова оказался в Греции. А после «Каламарии» перешёл в ОФИ, где провёл полтора года.
В августе 2006 года перешёл в украинский «Днепр» (Днепропетровск). В чемпионате Украины дебютировал 20 августа 2006 года в матче «Таврия» — «Днепр» (0:0). За три года в команде провёл 30 матчей в чемпионате Украины. Зимой 2009 года ему был предоставлен статус свободного агента. Позже подписал контракт с «Фигейренсе».